# Здание Ортопедического института
Здание Ортопедического института — памятник архитектуры, трёхэтажное здание постройки 1906 года (автор проекта — Р. Ф. Мельцер), расположенное в Петроградском районе Санкт-Петербурга, современный адрес — Александровский парк, 5.

## История
Трёхэтажное здание первого в России Ортопедического института построено в 1902—1906 годах по проекту Р. Ф. Мельцера по инициативе и на средства Александры Фёдоровны. Программа устройства лечебного заведения с приютом для инвалидов и специальными мастерскими была составлена К. Х. Хорном в феврале 1901 года; Мельцер получил заказ 24 марта 1902 года. На выбор для постройки было предложено три участка, Мельцер и Хорн предпочитали место по современному проспекту Бакунина, 6, но Городская дума отказалась уступить Мытный двор, после чего был выбран текущий участок с неправильной конфигурацией. 10 июля 1902 года императрица одобрила проект, спустя 10 дней началось строительство, церемония закладки состоялась 21 сентября, когда здание было уже двухэтажным, ожидалось завершить работы к ноябрю, зимой сделать внутреннюю отделку и завершить проект к августу 1903 года. Подрядчик Н. В. Заварин не справился и был летом отстранён; при этом в марте заведению повысили статус с лечебницы до института, увеличили его финансирование и добавили в планы второй служебный корпус. В итоге работы стоили более миллиона рублей, технический смотр состоялся в мае 1905 года, ввод в эксплуатацию состоялся 22 июня, а 8 августа состоялось торжественное открытие. Согласно экспертному заключению, составленному с участием Л. Н. Бенуа, И. С. Китнера, А. Н. Векшинского и Н. А. Белелюбского, работы произведены «при самом бдительном техническом надзоре … из материала высокого качества».
Внутренней отделкой и оборудованием здания занимались фабрика И. П. Платонова (столярные работы), А. Г. Захарова (паркеты), скульптурная мастерская «Братья Ботта» (каменные лестницы), мастерская К. Кенке (деревянная мебель), товарищество «М. М. Подобедов и Ко» (электричество), фабрика «Ауфцуг» (лифты), предприятие Энгельсона и Мейзе (металлические волнообразные лестничные перила). Перекрытия помещений были бетонными по стальным двутавровым балкам, полы и часть стен фирма «Кос и Дюрр» облицевала метлахской плиткой от «Вильруа и Бох», часть полов покрыли лапидоном (работа «Берлинер лапидон верке»). На стенах белая плитка с разноцветными квадратными вставками. Углы и карнизы закруглены в качестве меры защиты от скопления пыли.

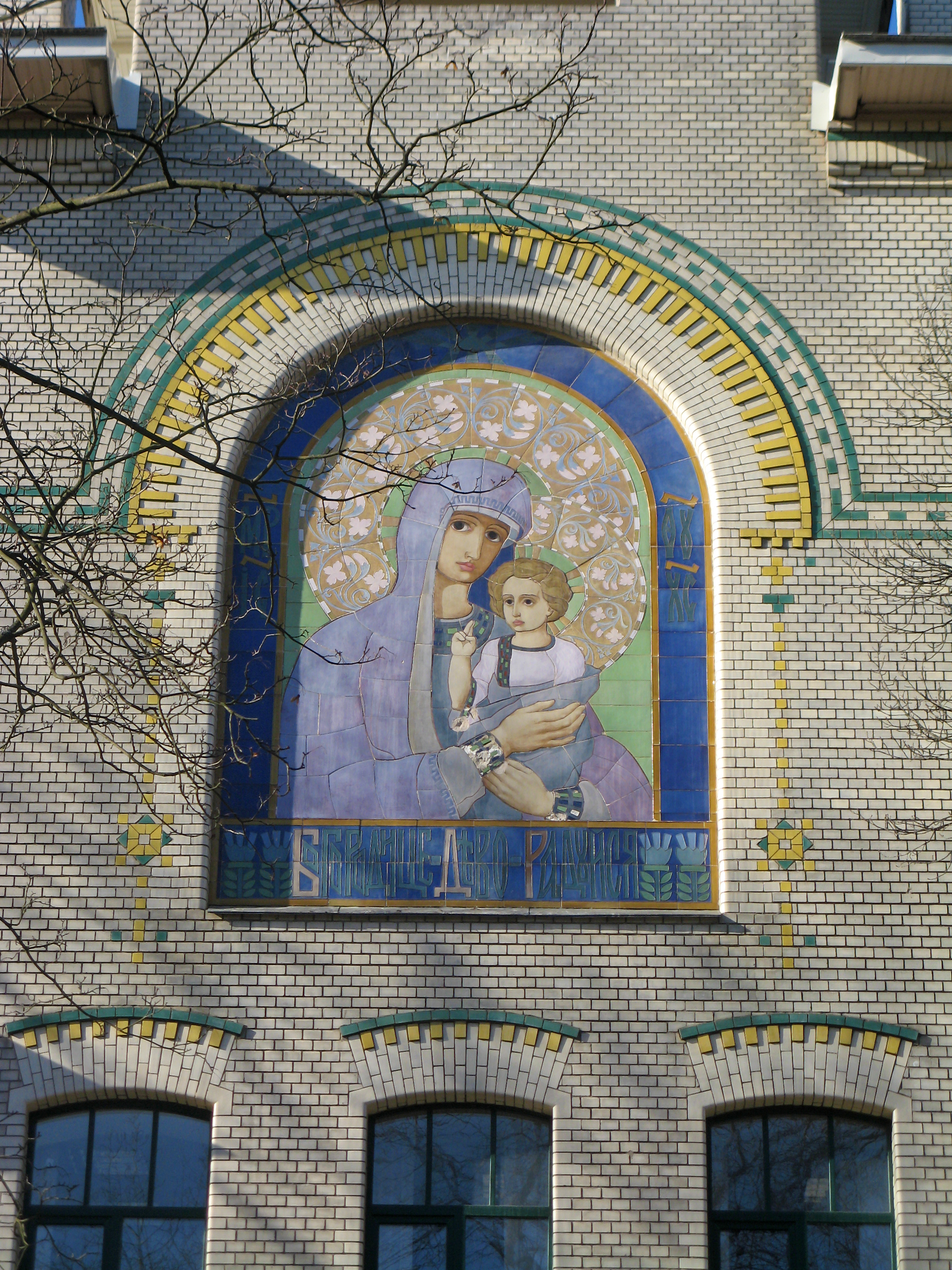
Богоматерь Петрова-Водкина

Церковь во имя Христа Целителя была освящена 22 декабря 1906 года. Иконы на цинковых досках сработал К. С. Петров-Водкин, запрестольный образ написал Н. А. Бруни, утварь сделала фабрика П. Н. Оловянишникова. В 1921 году церковь была закрыта, её убранство было утрачено. Снаружи храм изначально планировалось украсить иконой святой царицы Александры, но Александра Фёдоровна высказала пожелание видеть вместо этого Мадонну с младенцем. К. Петров-Водкин представил эскиз на картоне в 1903 году, для проверки восприятия его временно выставляли на фасаде. Производство майолики заказали лондонской фабрике «Дультон», летом 1904 года Петров-Водкин ездил туда, к концу года композиция была смонтирована на месте как мозаика из фигурных плит разной конфигурации с тёмными швами по контурам лондонскими мастерами и художником.
В 1916 году по проекту И. А. Петро предполагалось с целью расширения института увеличить флигели и надстроить основное здание, но реализовать его не успели. В 1995 году Институт травматологии и ортопедии имени Р. Р. Вредена переехал в новое здание, комплекс был передан Академии медико-социального управления, в нём расположен Северо-западный филиал Российской академии правосудия.
В здании и рядом с ним проходили съёмки фильма «Республика ШКИД».

## Архитектура

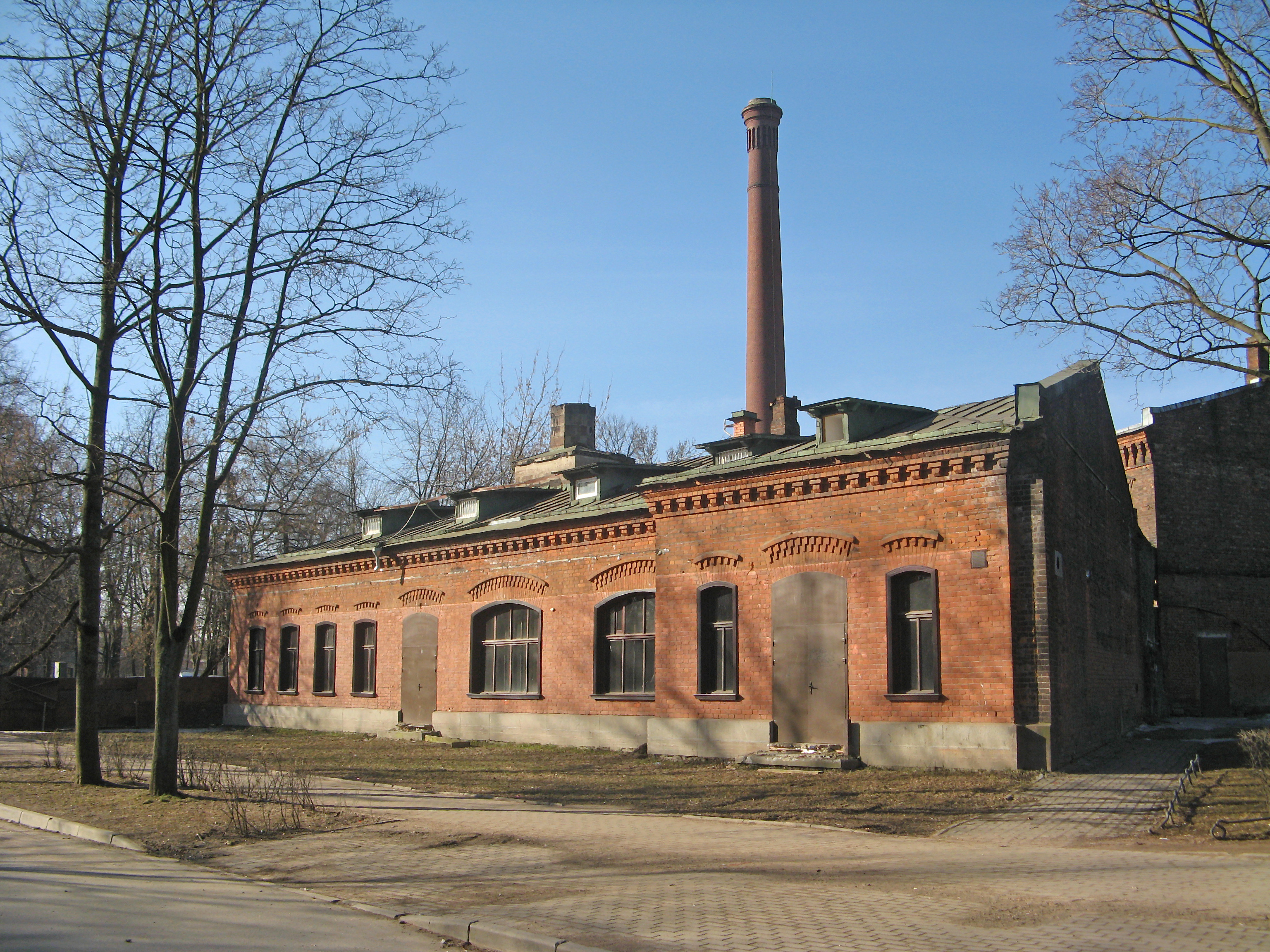
Здание котельной

Главное здание стоит в южной части участка, два служебных флигеля — у северной. Для защиты от наводнений уровень земли был поднят на полтора метра. В одном из флигелей была механическая прачечная, электростанция и жильё, в другом — каретный сарай, лаборатория, дезинфекционная камера и покойницкая. Стены было задумано выложить светлой плиткой, но в итоге они облицованы лишь красным кирпичом, относятся к кирпичному стилю с декором из рельефных бровок и городковыми поясками. Дымовая труба завершена оголовком с аркатурой.
Стены Ш-образного в плане главного здания с различными боковыми частями облицованы однотонным светлым гладким керамическим матовым кирпичом производства фабрики Шельдта; был выбран лучший сорт, предположительно устойчивый к морозам и сырости (на 2021 год, действительно, ремонтировать отделку нет необходимости). Лестницы освещены через прямоугольные витражи высотой более 10 метров производства завода «Карл Винклер» (этот же завод сделал в здании железные конструкции восьми маршей лестниц на решётчатых косоурах по системе «Жоли») с открытыми металлическими конструкциями. На торцовом фасаде центрального крыла, там, где находилась домовая церковь, помещён майоликовый образ Богоматери по эскизу К. С. Петрова-Водкина; также домовая церковь была выделена небольшой звонницей и главкой (луковичная главка была утрачена в 1920-х годах и восстановлена в 2016 году). Все фасады института относительно равноценны, с выделяющимся акцентом объёма церкви. Облицовка цоколя выполнена из серого сердобольского гранита мелкой ковки в мастерской К. О. Гвиди, над окнами выполнена рельефная кладка с зелёными бровками на жёлтых зубчиках. Сверху и снизу стен идут зелёные тяги, оконные проёмы обрамлены белой глянцевой плиткой, углы частей здания сглажены.
Парадный вход сделан на продольном фасаде с мерно расположенными попарно окнами, в широком прямоугольном выступе, по верху которого проходит терраса-солярий. Над главным входом расположен железный зонтик, дугообразный карниз которого перекликается с верхним абрисом двери производства Художественно-слесарного и кузнечного завода Эгшельсона и Мейзе, вход идёт через дубовый тамбур производства фирмы «Ф. Мельцер». Внешний вид входа воссоздавался в 1950-е годы. В наружных выступах боковых флигелей находятся ещё два входа, также с дубовыми тамбурами от «Ф. Мельцер» (фирма также занималась дверными и оконными проёмами внутри здания и одноярусным золочёным дубовым складным иконостасом для церкви) и зонтиками заведения М. Пшибыльского.

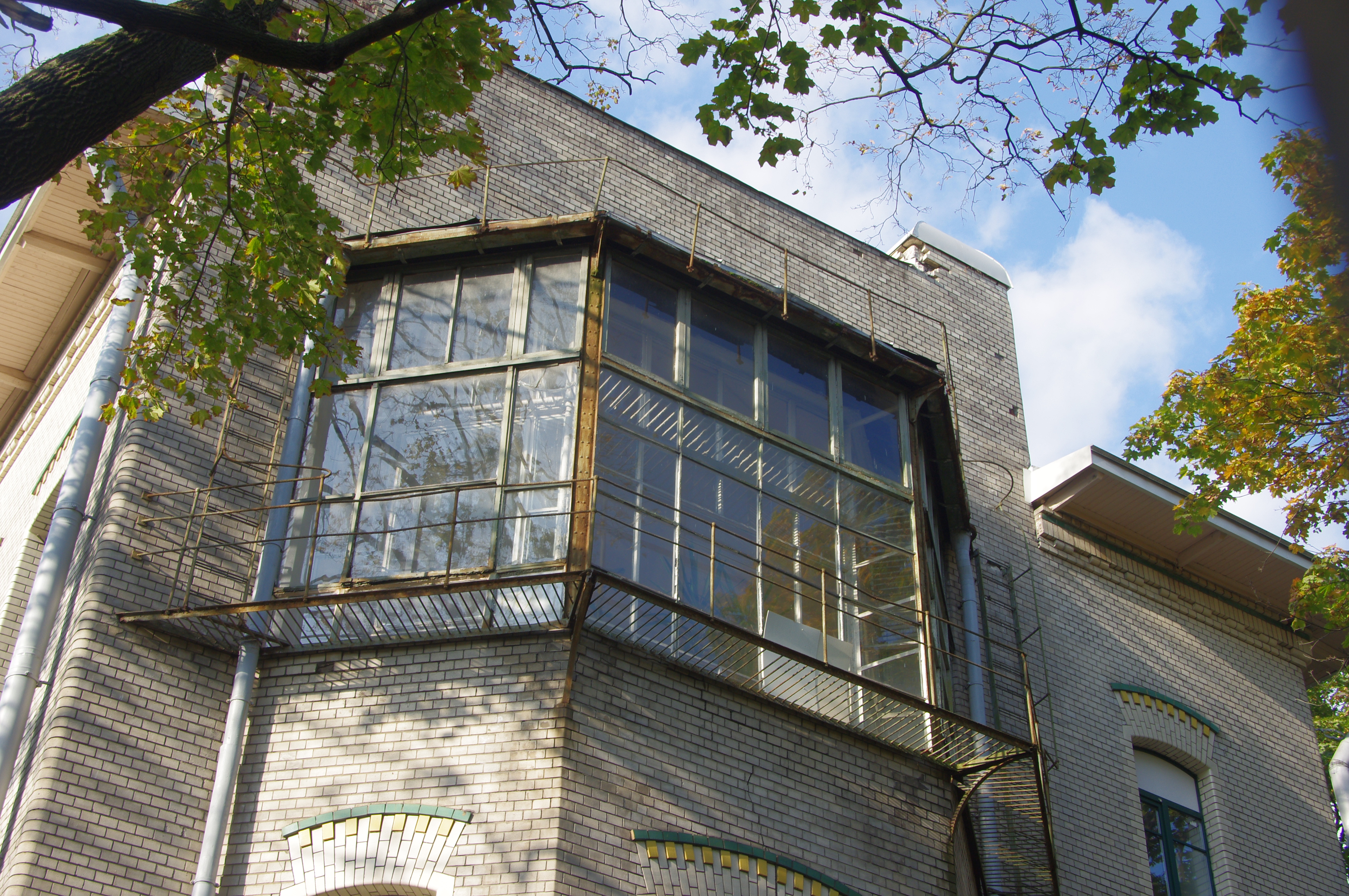
Большая операционная

В продольном корпусе располагались: на первом этаже — мастерские, столовая, спальни женщин из обслуги, на втором — амбулатория, библиотека, кабинеты врачей и ассистентов, на третьем — палаты, столовые и комнаты отдыха. В боковых крыльях, обращённых в сторону парка, располагались хозслужбы, квартиры врачей, комнаты санитарок. Церковь расположена в среднем крыле, которое выделяется свободно сгруппированными окнами разного масштаба. На его первом этаже была механическая мастерская, кузница и вентиляционная камера, на втором — гимнастический зал и массажное помещение, церковь, совмещённая с аудиторией — на третьем этаже. Ризалиты крыльев — с трехгранными выступами, в южном из которых была операционная, в прочих — умывальные, ванные и туалеты. Каркасы эркеров сделал Петербургский металлический завод (также выполнивший для здания центральное отопление и вентиляцию), зеркальное стекло — торговый дом «М. Франк и Ко» (он же поставлял стекло и зеркала для помещений); для возможности очистки стёкол малой операционной завод «Карл Винкер» сделал два балкона-галереи, а внутри помещение для лучшей освещённости было облицовано молочным стеклом. Над большой операционной расположен аттик с «ушками».

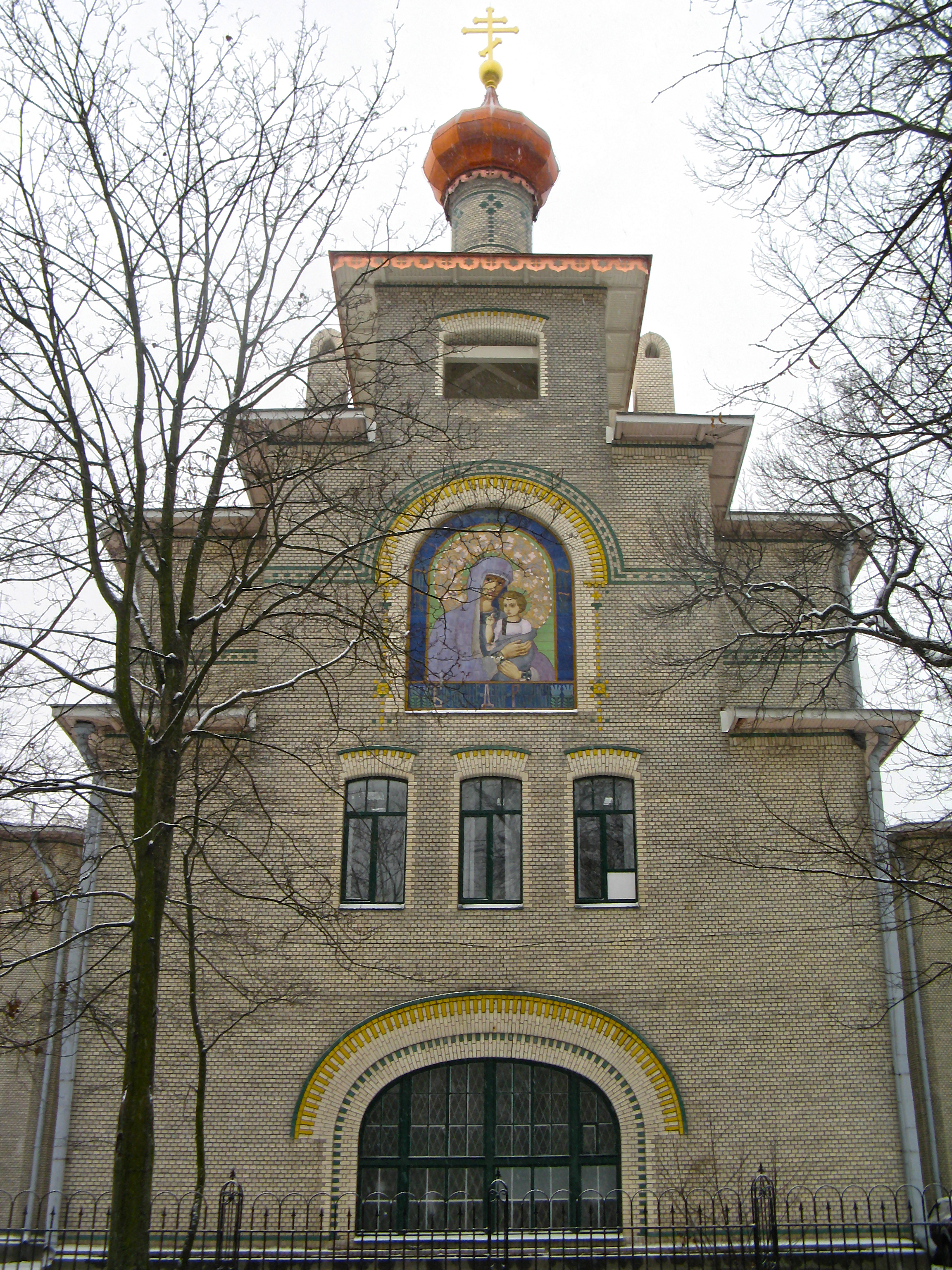
Церковное крыло

Интерьер оформлен также в стиле модерн: скруглены и искривлены линии филёнок дверей, вырезы подоконников над батареями, ограда, двери и стёкла лифта.
В комплексе имеется церковь во имя Христа Целителя с иконой Мадонны с младенцем авторства К. Петрова-Водкина на фасаде. Для иконы сделана арочная ниша (киот). Для восприятия издали и соответствия архитектурной основе рисунок лаконичен, его формы крупные, цвета плоские, контрастные кирпичной облицовке стен — синий, голубой, жёлтый и зелёный. Нимб заполнен цветочным золотым орнаментом. По словам самого художника, это была его первая грандиозная работа, хотя он остался недоволен цветом изразцов, в частности, желтизной лица Богоматери.